# 공정성 이론
공정성 이론(equity theory)에 대해 설명한다.

## 공정성 이론의 정의

### 정의
애덤스와 호만스의 공정성 이론은 형평 이론(equity theory)으로도 불렸는데, 이들의 이론이 분배 결과의 공정성을 평가할 때, 투입에 따른 보상의 형평성 원칙에 초점을 맞추었기 때문이다. 이 원칙에 의하면 개인에게 주어진 보상이 그 개인이 집단의 성과물을 산출하는데 기여한 비율에 비례하여 분배가 되면 이를 공정한 상태로 볼 수 있고, 만일 그 비율이 어긋난다면 공정하지 않은 상태가 된다. 다시 말해, 공정성 이론은 개인과 개인 또는 개인과 조직간의 교환관계에 초점을 두고, 교환과정에 있어서 지각된 불균형이 갖는 동기적 효과를 설명하는 이론으로, 자신과 타인간의 주고 받는 교환과정을 분석대상으로 삼는다. 이 이론에 따르면 사람들은 자신의 지각된 산출과 지각된 투입의 비율을 타인과 비교하게 되는데, 이러한 비교에서 양쪽의 비율이 같으면 공정상태가 되어 만족하게 되지만, 양쪽의 비율이 같지 않으면 불평등을 인식하게 된다. 개인은 자신이 투자한 것보다 보상 받은 것을 상대방의 것과 비교하여 교환 관계가 공정한가를 판단하게 된다.

### 공정성의 정의
초기 공정성이론(justice theory)에서는 형평성(equity)을 공정성과 같은 개념으로 보았다. 형평성은 주로 업무 조직에서 피고용자들의 업무에 대한 노력이나 성과가 높아질수록 받는 보수 역시 높아지는 것을 뜻한다. 피고용자들은 자신이 기여한 노력에 따라 그에 맞는 보상이 이뤄질 것이라고 믿는데, 이러한 믿음은 '공정성 규범(equity norm)'이라고 언급되기도 한다. 그러나 이후 공정성 이론이 발전되면서 형평성에 근거한 자원의 배분 뿐 아니라, 평등(equality)의 원칙, 혹은 필요(needs)의 원칙이 점점 중요한 주제가 되면서, 형평성이 곧 공정성이라는 도식은 사라졌다. 또한 초기 공정성 이론은 주로 분배공정성만을 다루었으나, 이후 절차적 공정성, 상호작용 공정성 등의 개념이 새로이 발견되었으며, 현재는 공정성은 다양한 차원으로 이루어지는 것으로 간주된다.

### 배경
공정성(혹은 정의)에 대한 논의의 시초는 고대 그리스 시대의 철학까지 거슬러 올라갈수 있다. 아리스토텔레스는 그의 저작 『니코마코스 윤리학』에서 최초로 분배 정의의 원칙을 제시하였는데, 이 원칙에 따르면 두 사람에게 주어지는 사회적 보상이 두 사람이 기여한바에 비례하여 분배되었을 경우 보상은 공정한 상태를 이루게 된다 그 후 현대에서는 조직행동학적 측면에서의 Festinger(1957), Homans(1961), Adams(1963) 등을 중심으로 형성되었다.
레온 페스팅거(Leon Festinger)는 두 개의 인지요소가 심리적으로 불일치할 때 긴장(부조화)을 일으키게 되고 이를 해소하기 위하여 긴장감을 초래하는 원인을 제거하여 심리적 균형을 이루도록 한다는 인지부조화 이론(Cognitive dissonance theory)을 통해 조직구성원의 공정성에 대한 태도반응에 대하여 설명하였다.
한편 사회교환이론(Social exchange theory)의 맥락에서  공동관계와 교환관계에서의 차이가 공정성 이론내에서 설명될수있다는 입장이 연구된바있다.
Homans(1961)는 교환이론 즉, 활동, 정서, 상호작용, 보상 및 대가 등을 바탕으로 인간의 사회적 관계에서 투입은 결과와 관계가 있기 때문에 조직구성원은 자신의 노력에 상응하는 보상을 받아야 공정함을 느낄 것이라 주장함으로써 분배공정성의 개념을 최초로 소개하였다. 이후 Adams(1963)는 공정성(equity theory)이론을 제시함으로써 조직정의 연구의 초석을 제공하였다.

### 주요 개념
- 개인: 공정성 이론에서 개인은 이익을 추구하며, 집단 내에서 자신이 투자한 자원과 이를 통해 얻어진 교환물의 가치에 대해 공정성을 평가한다. 즉, 공정성이나 불공정성을 인지한다.

- 비교대상: 투입과 산출의 비와 관련하여 개인에 의하여 비교의 대상이 되는 개인이나 집단. 비교대상은 타인, 시스템, 자신의 세 가지 범주로 나눠 정의할 수 있다

```
타인의 범주
에는 같은 조직에서 같은 직무를 하고 있는 다른 사람들이 포함되나 친구, 이웃, 또는 직업적인 동료도 역시 포함된다. 종업원들은 직장에서 듣는 것과 신문이나 업계 출판물에서 읽은 것들을 바탕으로 자신의 급여를 다른 사람의 것 과 비교한다

시스템 범주
에는 조직의 급여정책과 정책, 시스템의 경영관리 등이 포함된다. 어떠한 비교대상이 설정되든지 간에 조직에 의한 급여의 배분은 이 범주에서 가장 중요한 요소이다.

자신의 범주
는 각 개인의 고유한 투입-산출 비율을 말한다. 이것은 과거의 경험을 반영하고 접촉하고 과거의 업무 또는 가족관계와 같은 기준에 의해 영향을 받는다. 특정의 비교 대상자군의 선택은 그 비교 대상에 대하여 얻을 수 있는 정보 뿐만 아니라 그것들에 대한 인지된 적절성에 따라서 이루어진다.
```

- 투입: 개인이 직무에 투여하는 개인적인 특성과 과업을 수행하는 데 사용되는 인적. 물적. 재정적 자원 등을 말한다. 그 예로는 시간, 경험, 노력, 기술, 충성심 등이 있다.

- 산출: 개인이 직무수행의 결과로 받는 것이다 투입의 비율이 산출과 비슷해지면 직업에 대한 더 큰 만족감을 가지게 된다그 예로는 임금, 감사, 평가, 비용, 직업 안정성, 명예 등이 있다.[5]

## 세부 내용

### 공정성의 2가지 측면

#### 배분 공정성
조직 안에 자원을 종업원들이 공평하게 분배하였는지를 말한다. 분배 공정성의 초기 연구는 각종 제도, 관계성, 그리고 사회적 경험을 통해 자신에게 돌아오는 결과를 기준으로 평가했다. 그리고 그것은 태도나 행동에 영향을 준다고 신뢰했다.
Homans(1961)는 자신의 저서 「Social Behavior」를 통해, 교환관계에 있는 “개인은 자신의 노력에 해당하는 보상을 받을 때 공정함을 느끼게 될 것” 이라고 주장한다. 이것은 분배 공정성이라는 개념을 최초로 소개한다. 그리고 Adams(1965)는 분배공정성이란 “자신이 조직에 투입한 노력과 기여의 정도와 그로부터 받은 보상 비율이 자신의 준거대상인 타인의 투입과 보상비율에 비해 얼마나 일치하는지의 여부” 라고하였다.
Deutch(1985)가 주장하는 공정성의 원칙에는 세 가지 규칙으로 제시하였다. 첫째, 평등의 규칙이다. 사회적 조화가 보상 분배상 주요 고려사항 일 경우를 말한다. 둘째, 필요성 규칙이다. 개인의 필요성의 정도에 따라 보상을 분배하는 것이다. 셋째, 형평의 원칙으로 개인의 공헌도에 비례하여 보상을 분배하는 것이다. Greenberg과 Cohen(1982)은 위의 3가지 규칙 중 공정성 인식에 있어서 가장 큰 비중을 차지하는 것은 당사자들 간의 관계, 성별, 성격에서의 개인차, 그리고 과거경험 등에 따라 다를 것이라고 보고 있다.
특히, Howard(1993)는 분배공정성 이론을 상대적 박탈감이론, 준거인지이론, 인지부조화이론, 지위특성이론, 공정성이론으로 나누었다. 5가지 이론중 공정성 이론 내용을 살펴보면 다음과 같다.
공정성이론의 분배공정성 이론분야는 근본적인 두가지 전제에 기초하고 있다.
첫 번째, 개인의 공정성 지각여부는 개인의 공헌도에 비례한 분배에 달려있다는 것이다. 구성원들은 자신의 인적자산요소를 고려한다. 예를 들어 근속년수, 교육수준, 숙련도와 같은 것들이다. 그리고 노력, 직무몰입 정도는 성과수준에 비례하여, 합당하게 보상 받는 것을 기대하는 것이다. 공정성 이론에서 고려하는 보상 이외에도 지위, 고용보장, 관리자에 대한 만족도 등이 있으나 주로 급여수준에 초점을 맞춰왔다. 또한 공정성이론에서는 개인이 공헌과 보상 간에 비율을 인지적으로 평가하여 그러한 평가가 객관적인 실제비율과는 무관할 수 있다고 가정하고 있다.
그 다음으로, 공정성이론은 사회적 비교를 전제하고 있지만, 분배 공정성에는 공헌도, 보상간의 절대수준 같은 요소들이 중요하지 않다. 자신의 공헌도에 대한 보상의 비율과 타인의 비율간의 비교가 공정성 지각에 중요한 역할을 한다는 것이다. 따라서 개인은 다른 사람들과의 비교를 거쳐 동일한 공헌도에 대한 보상의 비율을 기대한다는 것이다.
분배 공정성은 조직안에서 설명할 수 있다. 조직 내의 종업원들은 받아야 하는 보상을 받지 못한다고 느낄 때, 문제를 제기하려 한다. 분배 공정성에 입각하여 모든 종업원들이 원하는 만큼의 보상을 받은게 아니기 때문에 관리자는 어떤 상황에서 그러한 행동이 나타나는지 알 필요가 있다. 종업원의 두가지 유형이 나타나는데, 첫 번째 유형은 일을 열심히 하지 않고 결근하며 더 나아가서 직장을 그만둘 것이고, 다른 유형은 자신의 성과를 더 높이고 보상을 더 받기위해 일을 더 열심히 할 것이다.
이러한 분배공정성에 관한 연구는 Adams(1965)의 형평이론 같이, 사람들이 업무에서 공정하게 대우받고 있는지 아닌지를 자신의 평가수준에서의 평가비율과 다른 사람의 투입, 산출 비율을 비교함으로 결정한다.
이를 통해, 종업원들은 조직으로부터 받는 보상의 크기에 대한 공정성 인식의 정도를 인지하고, 보상의 결과를 각자 기대 수준에 비추어 평가한다. 분배의 불공정성은 올결른정절창와라 종업원들의 긍정적인 행동으로 유발될수 있다.

#### 절차 공정성
연구자들은 개인들이 집단 내 보상의 분배 결과에만 주목한다는 분배 공정성 이론의 한계를 지적하고, 보상의 수혜 당사자들은 보상의 결과뿐만 아니라 분배 과정의 공정성도 중요하게 여긴다는 것을 밝혀냈으며, 이를 분배 공정성과 구분하여 절차적 공정성으로 개념화하였다. 절차 공정성은 크게 도구적 모형과 집단 가치 모형 등 두 가지 모형으로 발전해왔다.
절차 공정성의 도구적 모형은 절차공정성이 자신에게 유리한 보상을 이끌어내기 위한 도구로서 인식되기 때문에 도구적 모형으로 불린다. 이는 개인들이 의사 결정 과정에서 자신들의 의견을 낼 수 있을 경우, 분배의 과정에서 스스로의 이득을 보다 충실히 반영하고 결과적으로 분배의 결과에서 보다 많은 이익을 보장할 수 있을 것이라고 생각하기 때문에 발생한다.
도구적 모형의 절차적 공정성 연구는 티보트와 워커의 ‘갈등의 조정 과정에서 합의에 이르렀을 때 어떤 경우에 합의 당사자들의 만족도가 높아지는지’에 대한 연구로부터 시작되어 발전되었다. 이들은 실험을 통해 갈등 조정 과정에서 제삼자의 개입 정도에 따라 결과의 만족도가 어떻게 달라지는지 연구하였는데, 피 실험자들은 자신들에게 주어진 보상의 수준과 상관없이 보상이 분배되는 의사결정 과정에 참여하여 의견을 개진하고 영향력을 미쳤을 경우 결과에 더 만족하는 것으로 나타났고 반대로 갈등 조정 과정이 전적으로 제 삼자의 개입에 의존하여 이루어진 경우 협상의 결과에 대한 만족도가 떨어지는 것으로 나타났다.
절차 공정성의 집단 가치 모형은 타일러와 린드에 의해 발전되어 왔으며 이들은 보상의 분배 과정에 대한 관심은 도구적 모형에서 제시하는 바와 같이 보상의 수혜자들이 자신의 물질적 이득을 위해서만 이루어지는 것이 아니라 비도구적 동기에 의해서도 발생한다고 주장하였다. 집단 가치 모형에 따르면 개인들은 절차적 공정성이 자신들에게 직접 물질적인 이득을 주기 때문이 아니라 절차적 공정성이 주는 상징적 심리적 가치를 중요하게 생각하기 때문에 절차 공정성을 중요시한다. 집단 가치 모형은 개인들은 장기적인 사회적 관계를 통해 자신의 정체성을 확보하기 때문에 어떤 집단에 대한 소속감을 중요시한다고 가정한다. 또한 개인은 자신이 집단에서 어떤 대우를 받는가를 중요하게 여기는데 이것은 집단이 자신을 어떻게 대하느냐가 개인이 집단에서 찾으려는 자신의 정체성을 형성하는 데 중요한 요소로 작용하기 때문이다. 타일러는 집단에 속한 개인이 집단의 절차적 공정성을 파악하는 데 중요하게 여기는 세 가지 요소를 제시하였다.
  첫째, 신뢰가 있어야 한다. 집단의 구성원들이 집단의 보상을 분배하는 권위 체제가 절차적으로 공정하다고 느끼기 위해서는 우선분배를 결정할 권위를 가진 대상이 분배의 수혜자에게 손해가 가지 않는 방향으로 일을 할 것이라는 신뢰가 있어야 한다.
  둘째, 분배의 수혜자를 사회의 한 구성으로 완전히 인정한다는 느낌이다.
  셋째, 분배를 결정하는 권위체제가 공정하고 차별적이지 않아야 한다.
타일러 등이 수행한 실험 결과에 의하면 위에 제시된 세 요인들이 긍정적으로 평가될수록 개인은 집단 내에서 존중받는다는 느낌과 더불어 집단 외적으로는 자신이 속한 집단에 대하여 자부심을 가지게 되며, 이를 통해 집단 지향 행동의 빈도와 자아 존중감이 올라가는 것으로 나타났다.
도구적 모형의 공정성과 집단 가치 모형의 공정성과는 별도로 레벤탈은 절차적 공정성을 평가할 수 있는 여섯 개의 규칙을 제시하였다.
  1) 일관성의 규칙: 분배 과정은 시간적으로나 대상에 대해 일관적으로 적용되어야 한다.
  2) 편견 억제의 원칙: 분배 과정은 분배자의 개인적 이익을 고려해서는 안 된다.
  3) 정확성의 원칙: 분배 과정은 가능한 많은 정확한 정보와 의견을 바탕으로 이루어져야 한다
  4) 수정 가능성의 원칙: 분배 과정에서 잘못된 점은 즉시 수정할 수 있어야 한다.
  5) 대표성의 원칙분배 과정: 그 분배의 영향을 받는 모든 하위 집단의 기본적 이해, 가치, 전망 등을 아우를 수 있어야 한다.
  6) 윤리성 원칙: 분배 과정이 분배 당사자의 개인적인 도덕 및 윤리 수준을 충족시켜야한다.

### 공정성 이론의 모형

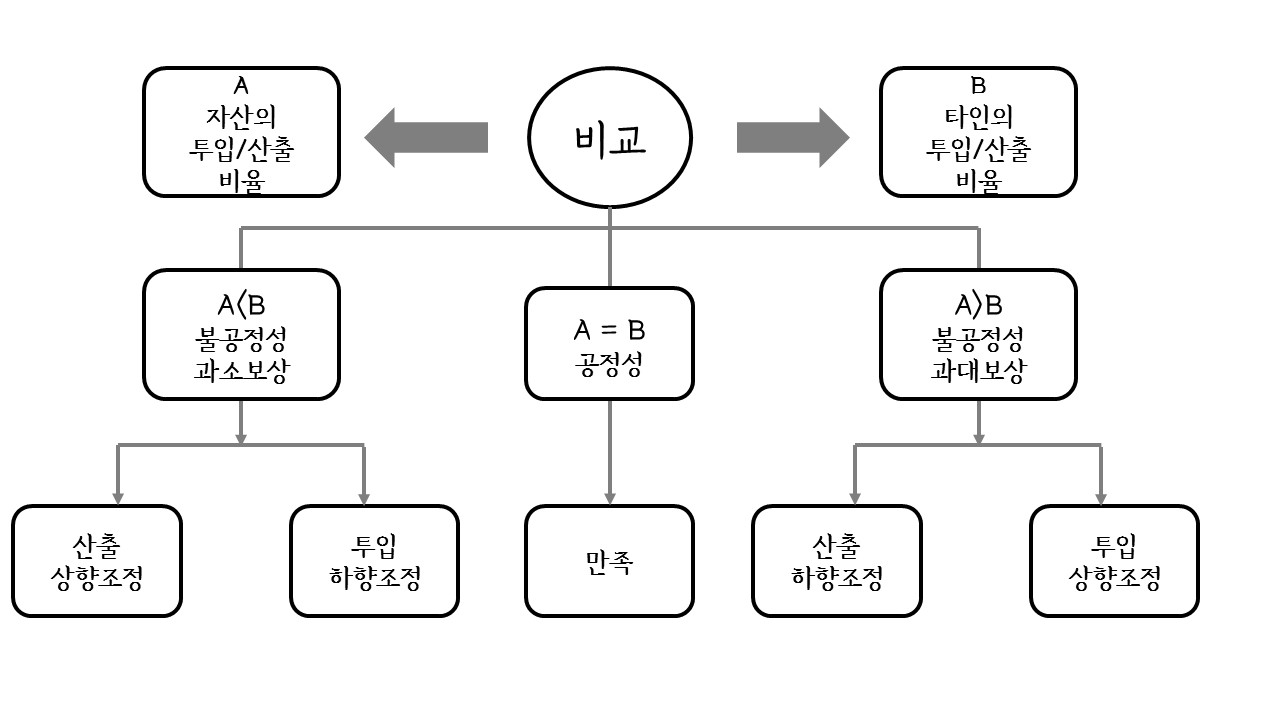

### 공정성의 지각
-공정성 이론은 개인이 절대적인 기준을 가지고 자신이 받은 보상의 공정성을 인식하기보다는 다른 사람과의 비교를 통해 자신이 받은 보상의 공정성을 평가하는 경향이 있다는 점을 밝혔다. 이를 바탕으로 초기 공정성 이론은 개인이 공정성을 인식할 때 다른 준거 대상과의 비교 과정이 필수적임을 주장하였다. 애덤스는 이와 같이 공정성의 지각을 하는데 있어 그 요소를 간단한 수식으로 표현 하였다. 자신의 기여를 Ia , 그에 따른 보상을 Oa, 다른 사람의 기여를 Ib, 다른 사람의 보상을 Ob 라고 하였을 경우 공정성은 다음과 같다.

#### 공정성
-Oa {\displaystyle \div } Ia = Ob {\displaystyle \div } Ib
자신의 투입- 산출 비율이 타인의 투입-산출 비율과 동일할 때 발생하고, 공정성을 느낀 사람은 만족감을 경험한다. 이 경우 공정한 상태로 인식하여 현 상태를 유지하려 한다. 그러나 연구들에 따르면 형평성이 깨진 경우 개인들은 감정적, 인지적, 행동적 차원에서 다른 반응을 보이며 감정적인 측면에선 부정적 감정을 느낀다. 이러한 부정적 감정의 크기는 자신의 정당한 보상과 주어진 보상 사이에 크기가 커질수록 이에 비례한다.

#### 부정적 불공정성
-Oa {\displaystyle \div } Ia {\displaystyle <} Ob {\displaystyle \div } Ib
자신의 투입-산출 비율이 타인의 투입-산출 비율보다 적을 경우에 발생하고, 과소보상의 경우에는 분노와 불만족을 경험한다. 경제적 보상, 사회적 배경, 유사성의 정도 등을 비교하여 자신이 불리하면 참지 못하며 불만을 나타낸다. 이와 같은 과소 보상 시 과대 보상에 비해 불공정에 대한 효과가 크게 나타나는 공정성 인식의 비대칭성이 나타난다. 트버츠키와 카네만에 의한 전망 이론에 따르면 사람들이 손실을 회피하려는 경향이 있기 때문에 자신이 잃은 것을 자신이 얻은 것에 비해 더 크게 생각하기 때문이다.

#### 긍정적 불공정성
-Oa {\displaystyle \div } Ia {\displaystyle >} Ob {\displaystyle \div } Ib
자신의 투입-산출 비율이 타인의 투입-산출 비율보다 큰 경우에 발생하고, 과대보상의 경우에는 죄책감, 부채감을 경험한다. 자신에게 유리한 경우 이를 인지적으로 합리화 시키는 경향을 보인다.

## 불공정의 해결방법

### 환경의 변화
-직무환경에 불공정성을 느낀 사람은 다른 직무로 전환 하던가 회사를 그만둠으로써 아예 불공정성을 없애 버리려고 한다. 이는 극단적인 경우로 불공정성이 극히 클 때, 또는 개인이 이를 감당할 수가 없을 때 나타난다.

### 비교대상의 변화
-비교대상이 되는 인물, 집단과 같은 준거 대상을 자신과 비슷한 수준의 대상으로 변경함으로써 공정성 지각을 회복하려 시도한다. 준거 대상이 동료라면 그 준거 대상의 투입과 산출의 변화가 용이하다. 준거 대상에게 보다 많은 책임을 요구하거나 작업의 지연을 요구할 수 있다. 혹은 다 유리한 비교를 할 수 있는 사람을 선택한다. 자기의 전문지식 수준을 어느 석학의 그것과 비교한다거나 동료전문가들의 그것과 비교함으로써 불공정성을 줄일 수 있다.

### 투입의 변화
-직무에 투여하는 시간과 노력, 또 다른 형태의 투입인 신뢰성, 협동, 창의성, 그리고 책임의 수용을 회피한다. 또한 작업의 질을 증가시키거나 감소시키는 방법을 통해 개인의 투입을 증대 또는 감소시킴으로써 불평등을 해결한다. 과소 보상 될 시에는 직무 노력을 감소시키거나 과대 보상 될 시에는 직무 노력을 증가시킨다.

### 산출의 변화
-임금이나 작업조건의 개선 등을 통해 개인의 산출을 증대시켜 불평등을 해결한다. 이때 임금의 인상이나 휴가 혹은 보다 나은 직무를 요구할 수 있다.  노동 강도의 증가 없이 임금인상이나 작업환경 개선을 추구하는 노동조합 같은 경우도 존재한다.

### 태도의 변화
-개인 자신의 태도를 변화시킨다. 투입과 산출을 실제로 변화시키기보다는 자신 또는 타인의 투입이나 산출에 대한 인지자체를 변화시킴으로써 불평등을 해소한다. 이를테면 더 많은 시간과 노력을 투자할 수 있음에도 이 정도로 충분할 것이라 여기는 것이다.

## 한계점

### 지나치게 합리적인 가정
공정성 이론은 제한된 교환 관계, 즉 생산성 향상을 위한 조직을 중심으로 논의를 발전시킨 결과 상황적 맥락에 따라 교환 관계의 성격이 달라질 수 있으며 이에 따라 교환 관계에 임하는 개인들의 태도, 감정, 행위 등 다양한 모습을 띠게 된다는 점을 고려하지 않았다. 예를 들어, 낯선 사람과 어떠한 물건을 교환할 때 개인들의 태도나 행위는, 같은 물건이라 할지라도 자신의 가족이나 친한 친구와 교환을 할 때의 태도나 행위와는 사뭇 다를 것이라는 점을 예상할 수 있는데, 이에 대한 설명력이 떨어지는 한계를 보였었다.

### 한정적인 비교
초기 공정성 이론은 또한 공정성 인식이 같은 조직 내에서 같은 일을 하는 동료들을 대상으로 이루어지는 한정적인 비교를 통해 형성되는 과정에 주목하였다. 그러나 이러한 비교법은 두 비교 당사자가 동시에 과대 보상을 받거나 과소 보상을 받는 경우 공정성 이론이 왜곡될 수 있다는 점을 설명하지 못한다(Zelditch et al., 1970). 예를 들어 한 조립 라인에서 적정 임금이 시간당 1만 원인데 A는 시간당 8천원을 받고 다른 동료B는 5천원을 받는 경우, 형평 이론에서 제시된 공식에 의하면 A는 자신이 과대 보상을 받는 것으로 인식하여야 하나, 실제로 업종의 평균 임금을 고려한다면 두 근로자 모두 과소 보상을 받고 있는 것이다. 제한된 비교는 이러한 공정성 이론의 왜곡을 설명하기 어렵다.

### 집계의 정확성 문제
공정성 이론은 기여도에 비례하는 보상을 공정한 보상이라 주장하면서, 조직의 과업을 수행하기 위해 직접적으로 투입된 노력이나 자원의 양이 보상을 결정한다고 보았다. 그러나 실제로 많은 보상이 개인들이 실질적으로 투입하지 않은 조건, 예를 들어 성별이나 인종, 출신 지역과 같은 귀속지위에 의해 결정된다는 점을 설명하지 못한다는 한계를 지닌다. 예시로 어떤 개인이 노력을 통해 남성 혹은 여성이 된다거나, 자신의 선택에 의해 인종을 결정하여 그것이 보상 수준에 영향을 미치는 상황은 일반적으로 생각하기 어렵다. 하지만 능력이나 성과가 동일함에도 성, 인종 등 개인이 결정할 수 없는 요소들이 보상 수준에 영향을 미치는 경우는 어렵지 않게 찾아볼 수 있다. 그리고 투입과 산출 요소 측정에 있어서 어떻게 측정해야 하는지, 또는 비교할 준거 기준은 어떻게 설정해야 하는지에 대해서도 명확한 설명이 필요했다.

### 지각의 왜곡
과대 보상의 경우에 나타나는 부정적 감정은 과소 보상에서 나타나는 부정적 감정에 비해 그 효과가 뚜렷하지 않다는 지적이 있다. 따라서 과다 보상 상황에서는 과다 보상의 불공정성을 인정하지 않는 방향으로 지각상의 왜곡이 일어나기 쉽다.

### 지나친 단순화
공정성 이론은 공정성을 판단하는 원칙을 두 가지 측면, 즉 기여와 이에 비례한 보상의 측면에서만 판단하고 있는데 이는 공정성 인식과정을 지나치게 단순화하였다는 한계가 있다. 즉 공정성을 판단하는 기준이 기여에 대한 보상의 측면에 국한되어 있으며, 공정성을 판단하는 대상 역시 과정을 제외한 결과에만 집중되어 있다. 결과뿐만 아니라 과정도 중요하다는 걸 인지해야 한다. 

## 사례

#### 학교 조직 내
1. 학생인 A와 B가 있다고 가정한다. A와 B 모두 같은 양의 공부를 하고 결석도 하지 않았는데 A의 학점이 더 높다면, B는 이에 대해 불공정함을 인식하고 교수에게 정정해달라고 항의를 하게 될 것이다. 그러나 만약 A가 B보다 더 수업참여를 열심히 하고 많은 시간을 공부에 투자해서 더 높은 학점을 받은 상황이라면 B는 공정성의 훼손이 없다고 느끼고 있는 그대로 받아들일 것이다.
2. 팀프로젝트 과제가 주어졌고, 결론적으로는 모든 팀원이 같은 점수를 받게 된다. 팀원 중에 참여를 거의 하지 않고 다른 팀원들의 노력에 편승해 가는 사람이 있다면, 열심히 하던 사람은 불공정성을 느끼게 될 것이다. 팀 프로젝트에 노력의 양을 줄이던가, 교수에게 말을 해서 참여를 하지 않는 사람에게 감점을 부여하는 것과 같이 보상을 줄이는 등 불공정성을 공정하게 만들려 할 것이다.
3. A가 교환학생을 간다고 가정한다. 학교 선발기준에 우수한 조건으로 합격이 되어서 150만원의 장학금까지 받게 되었다. A 보다 낮은 조건으로 선발된 다른 인원들이 학번이 높다는 이유로 장학금 200만원을 받게 된 사실을 알게 되었다. 불합리한 기준이라 생각한 A는 공정성을 느끼지 못하고 학교에 문제제기를 하거나 학교 외부 프로그램을 통해 유학이나 어학연수를 갈 것이다.

#### 직장 조직 내
우리 나라는 외환위기 이후 위기극복의 차원에서 정리해고, 임금 삭감등 많은 어려움을 겪어 이에 따른 방안 하나로 기업마다 임금체계에 대해 연봉제에 대한 관심이 높아졌다. 연공급을 근간으로 한 우리 나라의 임금체계는 공정성 보다는 균등성을 지향해 개인의 능력, 공헌도, 기업성과 등을 제대로 반영할 수 없다고 본다. 따라서 사례로 종업원들을 동기부여하기 위해 호텔기업은 연봉제를 실시 하였다. 이러한 연봉제를 통해 개별종업원의 능력 및 성과, 공헌도를 평가해 이를 기준으로 이전의 급여체계보다 상여금의 차별을 더욱 심화시키고 복잡하게 임금 수준을 결정하여 종업원들의 공정성 지각에 대해 긍정적 영향을 미치는 것으로 나타났다. 결과적으로 연봉제 실시를 통해 종업원들은 근로의욕 향상, 업적 향상이 일어났고 분배적 공정성 지각에 대해 경험, 책임양, 업무노력, 업무성과 등 자신들의 투입에 대해 공정한 보상이 이루어지고 있다고 지각하였다. 절차적 공정성 지각에 대해 또한 정확한 자료를 통한 보상 결정, 보상에 대한 이의제기 가능, 관련자들의 의견을 수렴 및 보상결정, 등에 대해 종업원들은 공정하다고 지각하여 근로의욕향상, 업적향상, 근로 시간 증대가 일어났다.

## 경영학적 시사점
위와 같이 공정성 이론은 동기부여의 관점으로 경영자가 종업원을 조직에서 어떻게 관리 할 것인지에 대해 시사점을 준다. 첫째로 공정성 이론은 종업원이 외형적, 무형적으로 기여한 기여도를 측정할 준거기준을 어떻게 정할 것인지에 답을 제시한다. 물론 이러한 종업원의 투입을 정확히 알 수 없다는 한계점이 존재하나 종업원이 공정성에 대해 지각을 하고 있음을 의식하고 산출에 이르는 과정에 대해 적절한 보상이 필요하다. 그러나 과한 보상 또한 불공정하다 인식 될 수 있으므로 주의하여야 한다. 둘째로 분배적 공정성 의외에도 의사결정 과정 또한 종업원의 공정성 지각에 영향을 주기 때문에 과정 또한 경영자는 주의를 기울일 필요가 있다. 결론적으로 경영자는 종업원들의 보상 뿐만 아니라 조직의 시스템, 제도 같은 구조적 측면 또한 고려하여 윤리적으로 운영할 필요가 있다.

## 같이 보기
- 기대 이론
- 사회심리학
- 사회교환이론
- 게임 이론
- 자기 확장 모델